# Boreoscala zelebori
Boreoscala zelebori, tên tiếng Anh: slender wentletrap, là loài ốc biển nước sâu rất nhỏ, là động vật thân mềm chân bụng sống ở biển trong họ Epitoniidae.

## Miêu tả
Loài này có kích thước giữa 12 mm và 25 mm

## Phân bố
Đây là loài đặc hữu của vùng biển dọc theo quần đảo phía nam New Zealand